# Les Cloches (Rachmaninov)
Pour les articles homonymes, voir Les Cloches.
Les Cloches op. 35 est un poème symphonique, comprenant chœur et solistes, d'après Edgar Poe, composé de 1912 à 1913 par le compositeur et pianiste russe Sergueï Rachmaninov. En 1912, Rachmaninov reçoit une lettre lui conseillant la lecture d'un poème d'Edgar Allan Poe, traduit par Constantin Balmont (qui « arrangea le texte à sa manière »), pour le mettre en musique. Aussitôt après l'avoir lu, le compositeur eut l'idée d'une symphonie vocale en quatre parties. Ce fut seulement après la mort de Rachmaninov que l'on sut qui était l'auteur de cette lettre anonyme : Maria Danilova, une violoncelliste qui ne pensait pas que sa suggestion serait retenue. La création a eu lieu le 30 novembre 1913 à Saint-Pétersbourg sous la direction du compositeur : Les Cloches reçurent un accueil formidable . Lors de la présentation de l'œuvre au concert de la Philharmonique de Moscou le 8 février 1914, Rachmaninov remporta d'ailleurs un succès inhabituel. On lui offrit à la fin de la séance des couronnes de lauriers, des fleurs et des présents tandis que le public le gratifiait d'une ovation tonitruante.

## Structure
L'œuvre est constituée de quatre mouvements :
1. Allegro ma non tanto
2. Lento
3. Presto
4. Lento lugubre

## Analyse de l'œuvre
À l'image du poème d'E. A. Poe, Les Cloches de Rachmaninov, est divisé en quatre mouvements.
Ces quatre mouvements représentent, selon Vladimir Jurowski les « quatre âges de la vie humaine » : le premier mouvement représente l'âge de l'enfance, le second la jeunesse, le troisième la guerre et le quatrième la mort[réf. nécessaire].
Il est important de retenir que cette œuvre a été composée en 1912-1913, soit un an avant la Première Guerre mondiale. Le troisième mouvement semble annoncer cette guerre.

## Critiques
Voici une critique de 1931 des Cloches par un journal moscovite, peu après la publication d'une lettre contre le régime soviétique cosignée par Rachmaninov et le décret bannissant sa musique en Union Soviétique.
- « Cette musique émane d'un émigré, ennemi déclaré de la Russie soviétique : Rachmaninov. Les mots sont de E. A. Poe et d'un autre émigré, Balmont. Pour la diriger, ils ont invité A. Kouts [ Albert Coates, NDR] qui a quitté la Russie en 1917 et revient aujourd'hui avec un passeport étranger. Le concert fut d'un genre étrange : sons de cloches, liturgie, diableries... tout ce que la révolution d'Octobre a balayé. À qui donc s'adressait-on ? Qui a organisé ce concert [4]? »

## Le poème
Il existe une traduction française du poème par Stéphane Mallarmé, disponible sur un site consacré à Rachmaninov (voir liens externes).